# Кабанаш-де-Вириату
Кабанаш-де-Вириату (порт. Cabanas de Viriato)  —  район (фрегезия) в Португалии,  входит в округ Визеу. Является составной частью муниципалитета  Каррегал-ду-Сал. Находится в составе крупной городской агломерации Большое Визеу. По старому административному делению входил в провинцию Бейра-Алта. Входит в экономико-статистический  субрегион Дан-Лафойнш, который входит в Центральный регион. Население составляло 1698 человек на 2001 год. Занимает площадь 21,94 км².